# Maria da Luz de Deus Ramos
Maria da Luz Syder de Deus Ramos Ponces de Carvalho GOIP (Lisboa, 27 de Junho de 1918 - 8 de Novembro de 1999) foi uma pedagoga portuguesa.

## Biografia

### Nascimento e formação
Maria da Luz Carvalho nasceu na cidade de Lisboa, em 27 de Junho de 1918, filha de João de Deus Ramos e neta de João de Deus de Nogueira Ramos.
Frequentou a Faculdade de Letras de Coimbra, onde tirou um bacharelato e concluiu o curso de Ciências Pedagógicas.

### Carreira profissional
Desde a sua juventude que se interessou pelo estudo da pedagogia infantil, tendo feito parte do Conselho Nacional das Mulheres Portuguesas e colaborado na revista Os Nossos Filhos. Tinha 23 anos quando publicou a sua primeira obra, uma colecção de contos infantis com o título Os Quatro Vestidos da Terra.
Exerceu principalmente como pedagoga, tendo atingido a posição de presidente da direcção da Associação dos Jardins-Escolas João de Deus.
Foi uma das principais promotoras do desenho como instrumento educativo em Portugal, tendo escrito neste sentido a obra Ensaios para a Inciação do Ensino do Desenho. Contribuiu para o desenvolvimento do ensino em Portugal, tendo conseguido criar, em 1988, a Escola Superior de Educação João de Deus. Também lutou contra o exploração do trabalho infantil, tendo em vez disso defendido a sua racionalização como ferramenta pedagógica e de formação das crianças, no artigo A Educação do Trabalho e o Trabalho Infantil, no jornal Público. Participou igualmente nos Congressos do Algarve, destacando-se a apresentação da sua tese O Turismo na tradição cultural - João de Deus e o Algarve no oitavo congresso, em 1995.

### Falecimento e família
Maria da Luz Ramos faleceu em 8 de Dezembro de 1999. Teve quatro filhos, Maria do Rosário de Deus Ramos Ponces de Carvalho, João de Deus Ramos Ponces de Carvalho, António de Deus Ramos Ponces de Carvalho (actual director da Associação de Jardins-Escolas João de Deus) e Maria da Conceição de Deus Ramos Ponces de Carvalho.[carece de fontes?]

## Homenagens
Foi homenageada com o grau de comendadora na Ordem de Instrução Pública em 26 de Abril de 1985, tendo ascendido ao grau de grande-oficial na mesma ordem em 7 de Setembro de 1990.
Em 2000, Maria da Luz Ramos foi honrada com o Prémio Especial da Fundação Mundial de Educação Pré-Escolar, tendo-se tornado num membro honorário daquela entidade. Aquando do seu falecimento, foi homenageada pela Assembleia da República com um voto de pesar, e em São Bartolomeu de Messines a Junta de Freguesia e a Casa Museu de João de Deus colocaram as bandeiras a meia-haste.
Em 2004, o nome de Maria da Luz de Deus Ramos foi colocado numa escola da localidade de Charneca, em Lisboa.